# دراما خوارق
دراما خوارق (بالإنجليزية: Supernatural drama)‏ هي نوع فرعي من أفلام الفنتازيا يجمع بين عناصر من أدب الخوارق والدراما. هذا النوع يتعامل مع المواضيع المجاوزة للطبيعة كالأشباح، ولكن من دون اللهجة و الخوف المرتبط بأفلام الرعب. القصة في دراما الخوارق تتمحور حول السحر أو الظواهر غير المفسرة التي لا يمكن تبريرها باستخدام العلم.